# 莫茹伊坎波斯
莫茹伊坎波斯（葡萄牙語：Mojuí dos Campos），是巴西的城鎮，位於該國北部，由帕拉州負責管轄，始建於1914年，面積26,523平方公里，2014年人口15,341，該城鎮人口密度每平方公里0.58人。